# بوريس ألمظوف
بوريس نيكولايفيتش ألمظوف (بالروسية: Бори́с Никола́евич Алма́зов)‏؛ (بالروسية: باريس نيكالافيتش ألمازف)‏
؛ ولد في 11 نوفمبر 1827، في فيازما، محافظة سمولينسك، الإمبراطورية الروسية، وتوفي في 15 أبريل 1876، بموسكو، الإمبراطورية الروسية، هو شاعر-ساخر ومترجم وكاتب وناقد أدبي روسي يعد أحد أدباء الإمبراطورية الروسية.

## سيرته الشخصية
ولد بوريس ألمظوف في فيازما بمحافظة سمولينسك، لأب عسكري متقاعد برتبة نقيب ينتمي لإحدى عائلات موسكو النبيلة «عائلة ألمظوف»، أما والدته، إيفدوكيا بيتروفنا زوبكوفا، فكانت سيدة مثقفة ومتدينة جدًا. وقد تلقى ألمظوف تعليمه الإبتدائي في منزله، بقرية والديه «كارافاييفو»، حيث قضى معظم طفولته.
في 1839، انضم ألمازوف إلى أول مدرسة جيمنازيوم ثانوية في موسكو، ثم انتقل إلى مدرسة داخلية. في 1848 التحق بكلية الحقوق بجامعة موسكو لكنه فشل في التخرج بسبب الصعوبات المالية.
في أوائل خمسينيات القرن التاسع عشر، انضم ألمازوف إلى فريق العمل الشبان بمجلة «موسكفيتيانين» (الموسكوفي)، إلى جانب ألكسندر أوستروفسكي وأبولون غريغورييف وليف مي وشرع في كتابة قصاصات فكاهية، تحت اسم مستعار هو «إراست بلاغونرافوف».
ونتيجة لذلك، فإن إحدى أعماله، «حلم فكاهي»، التي تتناول تقييم مجلة سوفريمينيك السلبي حول كوميديا ألكسندر أوستروفسكي «إنها مسألة عائلية - سنحلها بأنفسنا»، أدت لإهانات حادة متبادلة بين المجلتين. نظرًا لذلك، سرعان ما غير ألمظوف أسلوبه الكتابي من الهزلي إلى التعليمي وبدأ في دعم نمط النثر الأكثر تقليدية.
في 1853 تزوج ألمازوف من صوفيا زاخاروفنا ڤورونينا، ذات السادسة عشر عامًا والتي كانت إحدى طالباته التي درس لها بعض دروس الأدب. كان زواجهما سعيدًا، إلا أن الزوجين كانا يعانيان من مشاكل مالية، فلم تكن ڤورونينا من عائلة غنية وكان زوجها معروفًا بأنه غير ثابت في وظيفة. على أن ظروفهما تحسنت، عندما انضم ألمظوف في 1854 إلى مستشارية موسكو التعليمية ومنها بدأ العمل في دار نشر السينودس الروسي في 1857 وبقي فيها حتى تقاعده بمنصب سكرتير إقليمي في 1861.
في 1859، ساهم ألمظوف بمقالتين هما («عن شعر بوشكين» و«مراجعة للأدب الروسي، 1858») في روزنامة «أوترا» (الصباح)، التي أعدها ميخائيل بوغودين. اعتقد الباحثون اللاحقون أن هناك تناقضًًا في الطريقة التي انتقدهم بها ألمظوف، فهو مؤيد مزعوم لحركة «الفن لأجل الفن»، انتقد أفاناسي فيت بسبب «الغموض» بينما أثنى على هجاء ميخائيل سالتيكوف-شيدرين. ذكر أحد كُتاب السيرة ذاتية أن «الأذواق والمشاعر الشخصية لألمظوف أثبتت أنها أكثر ديمقراطية من المذاهب التي حاول الترويج لها». ومن الواضح أن المعاصرين فشلوا في تقدير ذلك، وتعرضت مقالات ألمظوف لانتقادات لاذعة من قبل نيكولاي دوبروليوبوف خلال مراجعته إياها.
في ستينيات وسبعينيات القرن التاسع عشر، ركز ألمظوف على كتابة الشعر وترجمته وساهم في الغالب في الكتابة لدى مجلات؛الرسول الروسي (1861-1864، 1871-1872)، رازفليشيني (1859-1866)، إيسكرا (1861-1862) وزانوزا (1863) تحت اسم مستعار هو «ب. آدمنتوف»، مُحققًا نجاحًا كبيرًا من خلال قصائده الدعابية، حيث سخر من تدخل الشرطة الروسية في حياة الناس الخاصة وتناقضات الليبراليين ودعاة القنانة. أما شعره الفلسفي والديني، الذي كان في الغالب متأثرًا بأسلوب شيلر، بطله الشخصي، فقد كان أقل شعبية، وينظر على قصائده مثل «روس والغرب» و«الحزب الروسي القديم» و«إلى القيصر الروسي»، التي يُنظر إليها كونها نموذجية لاتجاه السلافوفيليا في الشعر الروسي.
كانت أفضل ترجمة لألمظوف هي نسخته من نشيد رولاند (نُشرت في 1869 في موسكو، باسم رولاند)، كما ترجم شعر غوته وشيلر وشينيه وكذلك شعر العصور الوسطى.
في 1874 نشر ألمظوف كتابه «قصائد»، وهي مجموعة شاملة من الأعمال الشعرية الخاصة به. لكن النقاد تجاهلوه وأثبت صديقه القديم أليكسي بيسيمسكي أنه الشخص الوحيد الذي حاول الترويج للكتاب. كان ذلك في نفس العام الذي ماتت فيه زوجة ألمظوف وهي الخسارة التي عانى منها كثيرًا. صدرت آخر عمل له، رواية «كاتينكا» على نمط المدرسة الطبيعية في 1875. وتوفي بوريس ألمظوف المحطم الفؤاد والمُعدم في 11 نوفمبر 1876، في عيادة شيريميتييف في موسكو. ودفن بمقابر دير دونسكوي، لكن مقبرته فُقدت.

## وصلات خارجية
- بوريس ألمظوف - المكتبة الروسية
- Войналович Е. В., Кармазинская М. А. بوريس ألمظوف: السيرة الشخصية